# Орлув-Муровани-Кольонія
Орлув-Муровани-Кольонія (пол. Orłów Murowany-Kolonia) — село в Польщі, у гміні Ізбиця Красноставського повіту Люблінського воєводства.
Населення — 233 особи (2011).
У 1975-1998 роках село належало до Замойського воєводства.

## Демографія
Демографічна структура станом на 31 березня 2011 року:
|          | Загалом | Допрацездатний вік | Працездатний вік | Постпрацездатний вік |
| -------- | ------- | ------------------ | ---------------- | -------------------- |
| Чоловіки | 109     | 14                 | 84               | 11                   |
| Жінки    | 124     | 13                 | 75               | 36                   |
| Разом    | 233     | 27                 | 159              | 47                   |